# Pidlissea, Mîkolaiiv
Pidlissea (în ucraineană Підлісся) este un sat în comuna Velîka Horojanka din raionul Mîkolaiiv, regiunea Liov, Ucraina.

## Demografie
Componența lingvistică a localității Pidlissea
     Ucraineană (100%)
Conform recensământului din 2001, toată populația localității Pidlissea era vorbitoare de ucraineană (100%).